# Rio Pinturas
O rio Pinturas é um curso de água patagónico que passa pelo vale argentino de Cueva de las Manos, Património Cultural da Humanidade.
O rio é conhecido, não só por banhar um vale com diversos locais arqueológicos, como também pela secura das suas margens. Costuma ser por isso apelidado de "Grand Canyon da Argentina».
Passa a cerca de 164 km a sul da pequena cidade de Perito Moreno e atravessa a extremidade do Parque Nacional Francisco Perito Moreno.